# Eugene Moriarty
Pour les articles homonymes, voir Moriarty.
Eugene Moriarty, né le 18 juillet 1974 à Listowel, est un coureur cycliste irlandais.

## Palmarès
- 1999
  - 3e du championnat d'Irlande sur route
- 2001
  - Rás Mumhan
  - 2e du championnat d'Irlande du critérium
- 2003
  - 2e étape de la Rás Mumhan
  - 2e de la Rás Mumhan
  - 2e de la Shay Elliott Memorial Race
- 2005
  -  Champion d'Irlande du critérium

## Classements mondiaux
| Année           | 2005   |
| --------------- | ------ |
| UCI Europe Tour | 1 134e |